# Phaenocarpa tiliae
Phaenocarpa tiliae är en stekelart som beskrevs av Vladimir Ivanovich Tobias 1986. Phaenocarpa tiliae ingår i släktet Phaenocarpa och familjen bracksteklar. Inga underarter finns listade i Catalogue of Life.